# Katrin Steinhülb-Joos

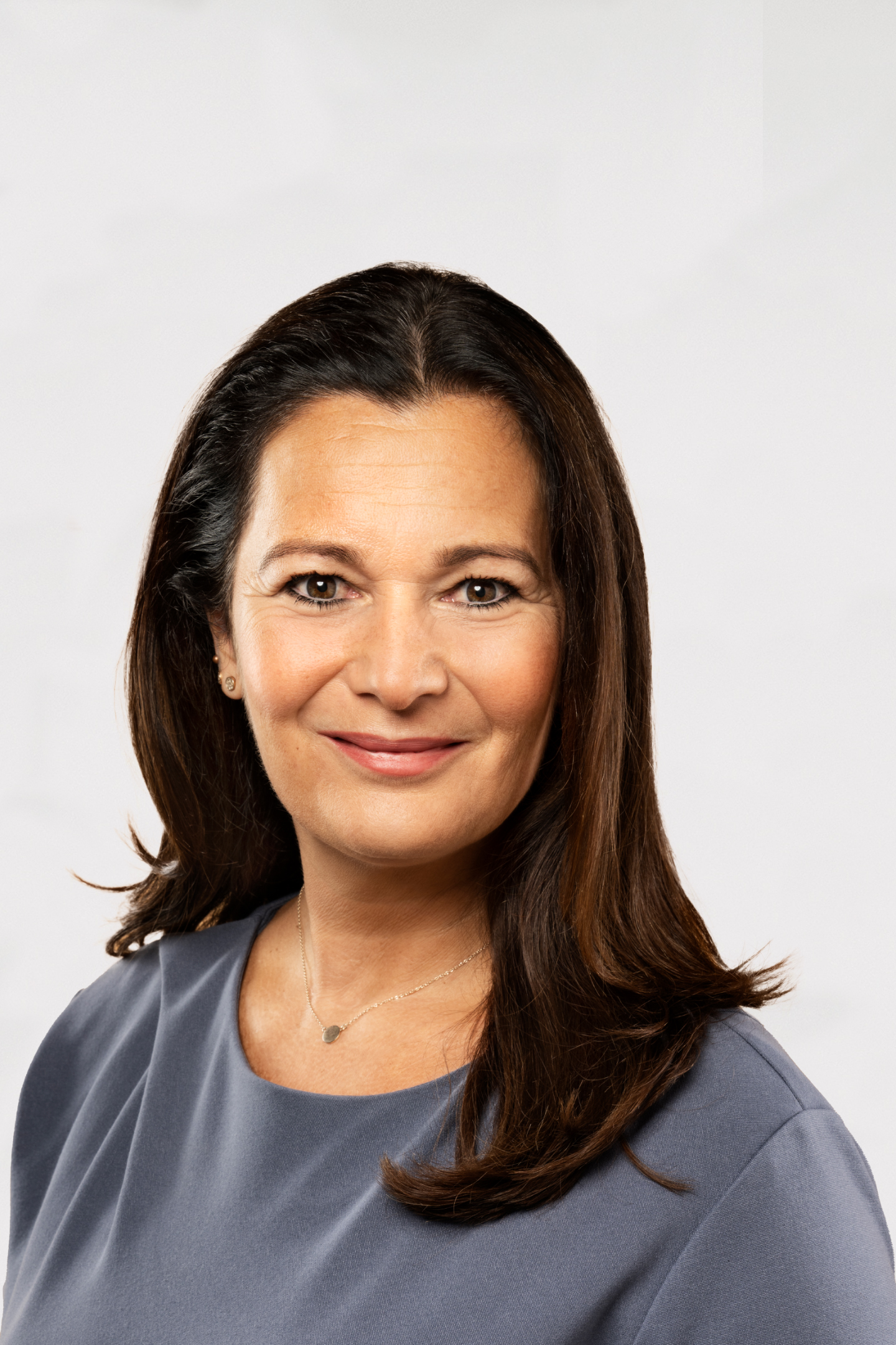
Katrin Steinhülb-Joos (2021)

Katrin Steinhülb-Joos (* 20. Februar 1966 in Stuttgart-Bad Cannstatt als Katrin Steinhülb) ist eine deutsche Politikerin der SPD. Sie ist seit 2021 Abgeordnete im Landtag von Baden-Württemberg.

## Biografie

### Familie, Ausbildung, Beruf
Steinhülb wuchs in Bad Cannstatt auf. Sie legte 1985 das Abitur am Johannes-Kepler-Gymnasium Bad Cannstatt ab, studierte Lehramt und legte das erste und zweite Staatsexamen ab. Danach hielt sie sich für ein halbes Jahr in Lateinamerika auf.
1992 trat Steinhülb in den Schuldienst ein. Nebenher war sie in der Lehrerbildung tätig und war Mentorin für Lehramtsanwärter. 2009 wechselte sie an die Altenburgschule in Bad Cannstatt, diese war damals noch eine Haupt- und Werkrealschule. 2012 wurde sie zur Schulleiterin der Altenburgschule ernannt. 2013 wurde dort Ganztagsunterricht eingeführt, 2014 wurde sie in eine Gemeinschaftsschule umgewandelt.
Neben ihrer Lehrtätigkeit ist Steinhülb-Joos Mitglied der Gewerkschaft Erziehung und Wissenschaft und des Turnvereins Cannstatt, daneben besitzt sie die Übungsleiterlizenz im Fechten.
Sie ist mit dem Landschaftsarchitekten Martin Joos verheiratet, Inhaber eines Betriebs in Garten- und Landschaftsbau. Das Paar hat drei erwachsene Kinder.

### Politik
Steinhülb-Joos trat im Vorfeld der Kommunalwahlen 2019 in die SPD ein und kandidierte für den Gemeinderat. Als Argument für ihre Kandidatur gab sie den Zustand der Schulen in Stuttgart an.
Bei der Landtagswahl in Baden-Württemberg 2021 wurde Steinhülb-Joos als Kandidatin für den Wahlkreis Stuttgart IV aufgestellt. Sie erhielt 13,2 Prozent der Stimmen und zog über ein Zweitmandat in den Landtag ein. Zuletzt gelang es der Stuttgarter SPD bei der Wahl 2001 Mandate für den Landtag zu erringen.
Steinhülb-Joos ist Mitglied in den Ausschüssen für Kultus, Jugend und Sport, Umwelt, Klima und Energiewirtschaft sowie Europa und Internationales. Sie ist schulpolitische Sprecherin der SPD-Landtagsfraktion und stellvertretende Vorsitzende des Ausschusses für Kultus, Jugend und Sport.